# Premio Maurice Lucas
El Maurice Lucas Award es un premio anual otorgado por la franquicia de los Portland Trail Blazers de la NBA.

## Historia
El premio se otorga desde 2011, como reconocimiento al jugador de los Trail Blazers que mejor represente el espíritu indomable del mítico Maurice Lucas, a través de sus contribuciones dentro y fuera de la cancha, así como en el apoyo a sus compañeros de equipo y la organización. Por su parte, los Trail Blazers aportan una donación de 5.000 dólares a la organización benéfica elegida por el jugador premiado.
El galardón se creó durante la temporada 2010-11, al poco del fallecimiento de Maurice Lucas, en octubre de 2010, a los 58 años. Lucas, antiguo All-Star de los Trail Blazers, fue un miembro muy querido por la franquicia y la comunidad. Apodado "The Enforcer", fue una figura central en el equipo campeón de la NBA de los Trail Blazers en 1976-77. Los Trail Blazers honraron a Lucas retirando su número de uniforme (el 20) el 4 de noviembre de 1988.
El primer galardonado fue LaMarcus Aldridge en 2011, y a su vez es el único jugador en recibir dos veces este premio, la segunda en 2015.

## Premiados

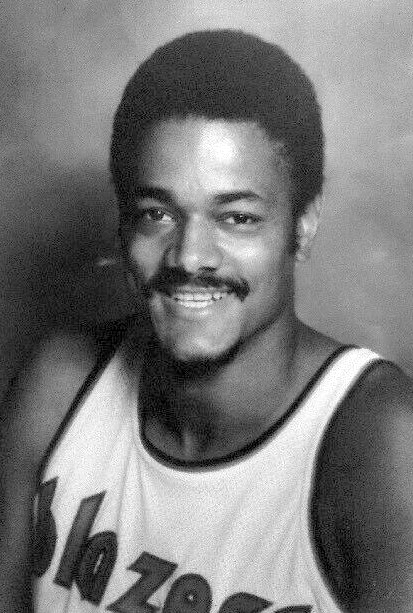
Maurice Lucas en 1988.

| Temporada | Jugador               | Ref.   |
| --------- | --------------------- | ------ |
| 2010-11   | LaMarcus Aldridge     | [ 4 ]  |
| 2011-12   | Wesley Matthews       | [ 5 ]  |
| 2012-13   | Damian Lillard        | [ 6 ]  |
| 2013-14   | Robin Lopez           | [ 7 ]  |
| 2014-15   | LaMarcus Aldridge (2) | [ 3 ]  |
| 2015-16   | Ed Davis              | [ 8 ]  |
| 2016-17   | Al-Farouq Aminu       | [ 9 ]  |
| 2017-18   | Evan Turner           | [ 10 ] |
| 2018-19   | Jusuf Nurkić          | [ 11 ] |
| 2019-20   | Carmelo Anthony       | [ 12 ] |
| 2020-21   | Enes Kanter           | [ 1 ]  |
| 2021-22   | Anfernee Simons       | [ 13 ] |
| 2022-23   | Jerami Grant          | [ 14 ] |
| 2023-24   | Toumani Camara        | [ 15 ] |
| 2024-25   | Deni Avdija           | [ 16 ] |